# Flying Tiger Line, vlucht 739
Flying Tiger Line, vlucht 739 was een vlucht met een Lockheed L-1049 Super Constellation propliner waarbij het vliegtuig op 16 maart 1962 boven de westelijke Grote Oceaan verdween. 

## Verloop van de gebeurtenissen
Het vliegtuig was gecharterd door het Amerikaanse leger en vervoerde 93 Amerikaanse en 3 Zuid-Vietnamese soldaten van Californië naar Saigon (Vietnam). Na een tankstop was het op weg naar de Clark Air Base op de Filipijnen toen het verdween. Alle 107 inzittenden werden vermist verklaard.
De verdwijning van het vliegtuig leidde tot een van de grootste zoekacties in de lucht en op zee in het gebied van de Stille Oceaan in de geschiedenis. Vliegtuigen en oppervlakteschepen uit vier onderdelen van het Amerikaanse leger zochten meer dan 520.000 km² af gedurende acht dagen. Er is nooit een spoor van wrakstukken teruggevonden. De oorzaak van het ongeval kon niet worden vastgesteld.
Tot op heden is dit het ernstigste luchtvaartongeval met een Lockheedtoestel uit deze serie.